# Nubar Pachá
Nubar Pachá (en árabe: نوبار باشا‎ en armenio: Նուպար Փաշա; Esmirna, enero de 1825-París, 14 de enero de 1899) fue un político armenio-católico, que ocupó por primera vez el cargo de primer ministro de Egipto. También fue ministro de obras públicas y de asuntos exteriores. De origen armenio, era cristiano.

## Biografía
Nació como Nubar Nubarian (en armenio: Նուպարեան) en Esmirna en enero de 1825, hijo de un comerciante armenio llamado Mgrdich, quien se había casado con un pariente de Boghos Bey Yusufian, un influyente ministro de Mehmet Alí. Boghos Bey había prometido interesarse por el futuro de su joven pariente, y por sugerencia suya, fue enviado primero a Vevey, y luego a Toulouse, para ser educado por los jesuitas, de quienes adquirió la lengua francesa.
Antes de cumplir los dieciocho años se fue a Egipto, y después de unos dieciocho meses de entrenamiento como secretario de Boghos Bey, quien era entonces ministro de comercio y asuntos exteriores, fue nombrado segundo secretario de Mehmet Alí. En 1845 se convirtió en el primer secretario de Ibrahim bajá, acompañándolo en una misión especial a Europa.
Abbás Pachá, quien sucedió a Ibrahim en 1848, mantuvo a Nubar en la misma posición, y lo envió en 1850 a Londres como su representante para resistir las pretensiones del sultán otomano, que estaba tratando de evadir las condiciones del tratado bajo el cual Egipto quedó asegurado bajo la familia de Mehmet Alí. Su éxito llevó a su nombramiento como bey; en 1853 fue enviado a Viena en una misión similar, y permaneció allí hasta la muerte de Abbás en julio de 1854.
El nuevo valí, Mehmet Said, lo despidió de inmediato del cargo, pero dos años después lo nombró su secretario principal y luego lo puso a cargo del servicio de transporte de Egipto a la India. En el puesto, Nubar trabajó para completar la comunicación ferroviaria entre El Cairo y Suez. Después de ser despedido nuevamente por Said, fue enviado nuevamente a Viena y regresó como secretario principal, cargo que ocupó hasta la muerte de Said en enero de 1863. Su sucesor, Ismail Pachá, le encomendó una misión a Constantinopla para allanar el camino para la finalización del canal de Suez. Tras ello, le otorgó a Nubar el título de Bajá, título otorgado pocas veces a un cristiano.
Posteriormente fue enviado a París para resolver las diferencias entre Egipto y la compañía del canal. A su regreso, se convirtió en el primer ministro de obras públicas de Egipto. En 1866 fue nombrado ministro de asuntos exteriores y de inmediato realizó una misión especial a Constantinopla, donde tuvo éxito en otros dos proyectos que habían quedado en suspenso desde su última visita.
En junio de 1867, Ismail fue declarado jedive de Egipto, con una sucesión a favor de su hijo mayor. Nubar fue encargando de modificar el sistema de capitulaciones que había existido desde la ocupación otomana en el siglo XV. Para ese entonces, en la práctica había diecisiete poderes administrativos y tribunales diferentes, ejercidos por los representantes consulares de las potencias extranjeras. Nubar indujo a los diecisiete poderes a consentir en abandonar su jurisdicción en materia civil (no lo hizo en materia penal), y a sustituirlos por tribunales internacionales mixtos y un código uniforme vinculante a todos.
La administración de Ismail llevó a Egipto al borde de la bancarrota. Bajo presión internacional, el jedive creó un gabinete mixto bajo el mando de Nubar, con el británico Charles Rivers Wilson como ministro de finanzas y el marqués francés Ernest de Blignières como ministro de obras públicas. Nubar, al encontrarse apoyado tanto por el Reino Unido como por Francia, trató de reducir a Ismail al puesto de un monarca constitucional. Ismail se opuso y Nubar fue apartado del gobierno. Posteriormente Reino Unido y Francia llevaron a que Ismail sea sustituido por Tewfik Pachá.
Tras la intervención británica en Egipto (con Evelyn Baring verdaderamente a cargo de la administración), Nubar vuelve a ocupar el cargo de primer ministro hasta ser sucedido por Riaz Pachá. Regresó en abril de 1894. En noviembre de 1895, completó sus cincuenta años de servicio y, aceptando una pensión, se retiró del cargo. Vivió poco más de tres años, pasando su tiempo entre El Cairo y París, donde falleció en enero de 1899.